# سیکلوپنتان
سیکلو پنتان (به انگلیسی: Cyclopentane) با فرمول شیمیایی C5H10 یک ترکیب شیمیایی با شناسه پاب‌کم 9253 است. که جرم مولی آن 70.1 g/mol می‌باشد. شکل ظاهری این ترکیب، مایع بی‌رنگ است.